# 约翰·C·伯纳姆
约翰·C·伯纳姆（1929年7月14日—2017年5月12日）是一位美国历史学家，1963至2002年在俄亥俄州立大学担任历史学教授，专攻科学史和医学史，主要作品有《科学是怎样败给迷信的——美国的科学与卫生普及》（How Superstition Won and Science Lost: Popularizing Science and Health in the United States）等。